# الأخوان زانجاكي

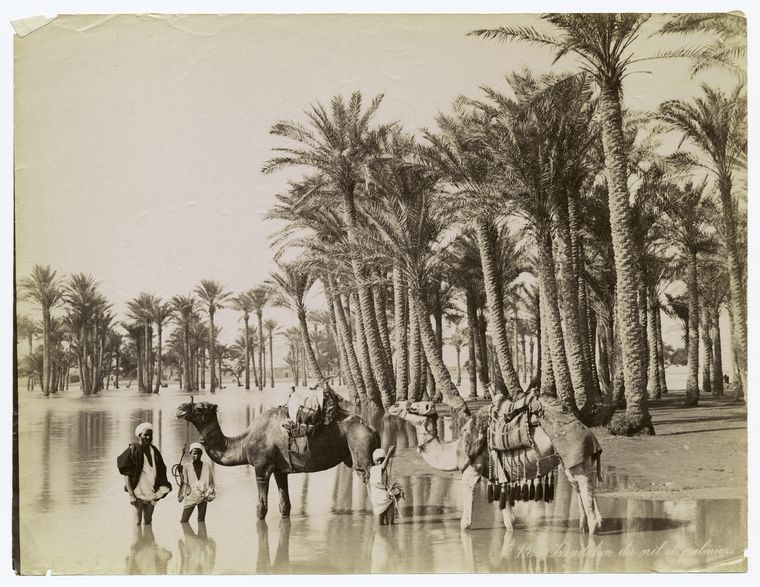
صورة من تصوير الأخوين زانجاكي لفيضان نهر النيل في مصر

الأخوين زانجاكي هما مصوران يونانيان عاشا في مصر في أواخر القرن التاسع عشر, وكان لديهما ستديو للتصوير في القاهرة وأخر في بورسعيد أن يلتقطا خلال اقامتهما في مصر العديد من الصور التي تعكس معها ملامح الحياة في مصر خلال الأعوام 1860ـ1880 